# Heliotrop (Mineral)

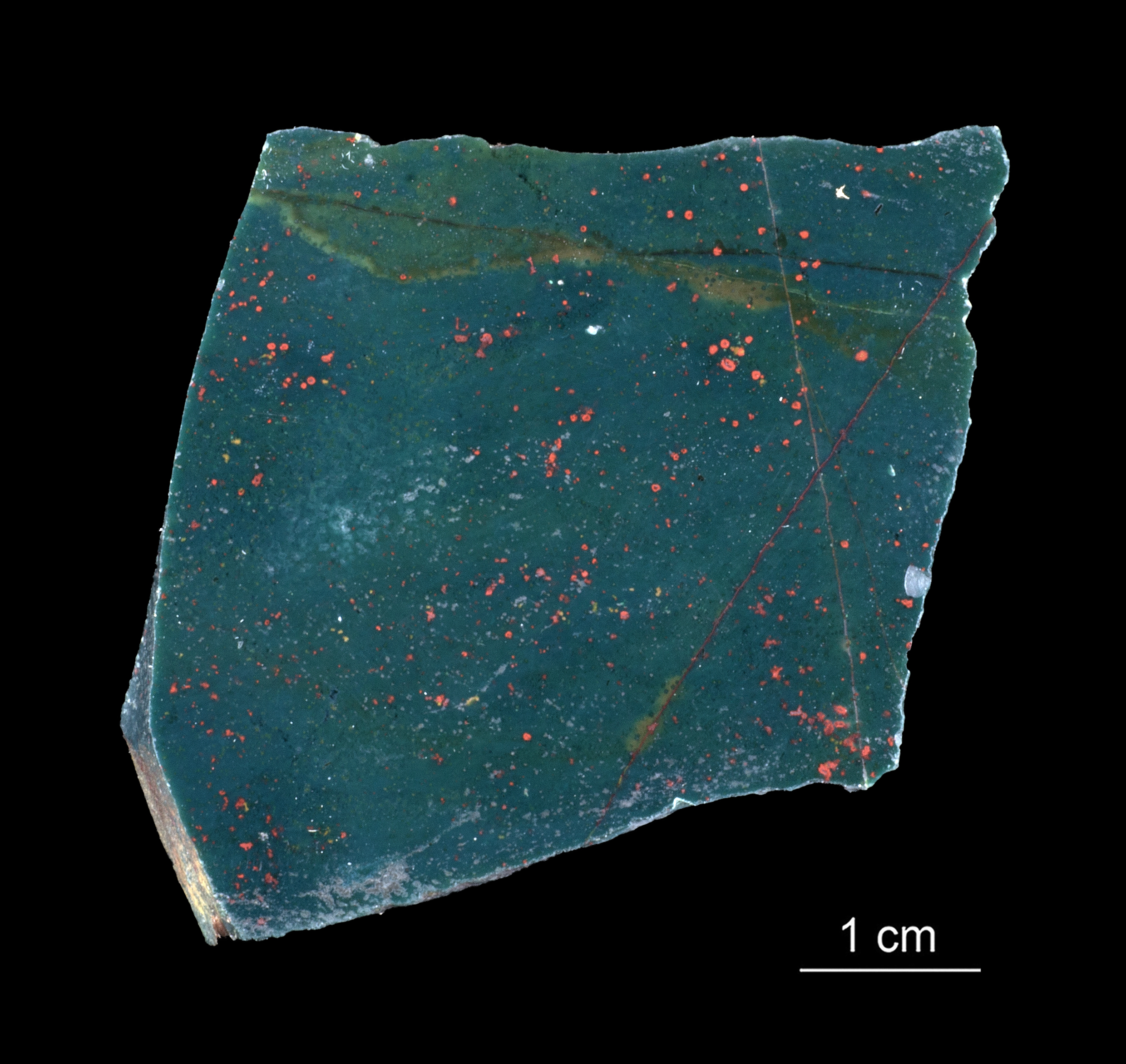
Angeschliffener Heliotrop-Rohstein. Ausgestellt im Estnischen Museum für Naturgeschichte

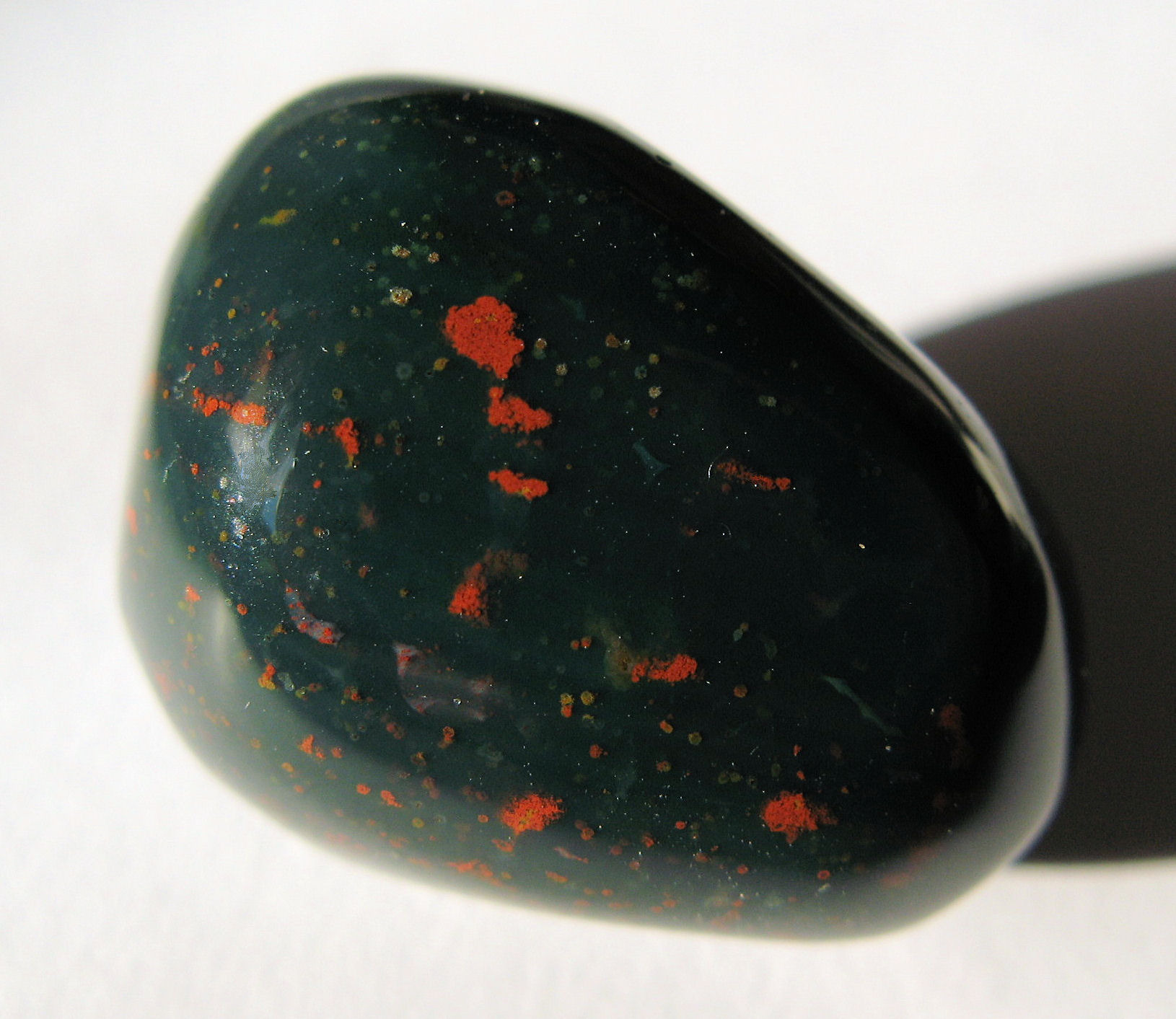
Heliotrop-Trommelstein. Die Einsprengsel von Eisenoxid symbolisierten einst die Blutstropfen Christi.

Als Heliotrop (von griechisch Ἥλιος „Sonne“ und τροπή „Wendung, Kehre“, also „Sonnenwender“) oder auch Blutjaspis wird eine Varietät des Chalcedon oder Jaspis bezeichnet.
Heliotrop ist von hell- bis dunkelgrüner Farbe mit roten Einsprenkelungen. Die grüne Farbe wird durch Einlagerungen von Hornblende verursacht, die roten Sprenkel durch Eisenoxid. Da er wie der Chalcedon von mikrokristalliner Ausprägung ist, wird er ausschließlich in Form massiger, durchscheinender bis undurchsichtiger Aggregate gefunden. Bedeutende Lagerstätten liegen unter anderem in Australien, Brasilien, der Volksrepublik China, Indien und den Vereinigten Staaten.
Das englische Synonym bloodstone wird gern irreführend mit Blutstein übersetzt. Das deutsche Synonym Blutstein bezeichnet jedoch den Hämatit.

## Fundorte
Der einzige bekannte Fundort für Heliotrop in Deutschland ist ein Kiestagebau bei Großgrabe in Sachsen. Am in der Vergangenheit ebenfalls als Fundort angesehenen  „Stahlberg“ bei Neuwerk in Sachsen-Anhalt wurde kein Heliotrop, sondern der „Harzer Blutstein“ – ein aus Hämatit, Pyrit, Quarz und Feldspat zusammengesetztes vulkanisches Gestein – gefunden. Weitere dokumentierte Vorkommen liegen zudem in Bulgarien, den Falkland-Inseln, Indonesien, Italien, Kanada, Marokko, Rumänien, der Slowakei, Südafrika, Tschechien und Uruguay. Daneben fand sich Heliotrop noch in einem steinzeitlichen Steinbruch am Bloodstone Hill auf der Insel Rùm in Schottland.

## Verwendung
Heliotrop ist aufgrund seines lebhaften Farbenspiels ein begehrter Schmuckstein und wird je nach Qualität zu Trommelsteinen, Cabochonen oder Tafelsteinen in Gemmen verarbeitet.
Das Synonym Blutjaspis wird im Handel zwar oft verwendet, ist aber streng genommen eine falsche Bezeichnung, da Heliotrop im Gegensatz zum Jaspis von radialstrahliger Struktur ist. Allerdings täuscht die Verbackung zu kugeligen Aggregaten den körnigen Aufbau des Jaspis vor.
Nach mittelalterlichen kirchlichen Ansichten wurde dem Stein nachgesagt, dass er die Blutstropfen Christi enthalte.